# 아사노 나가코토

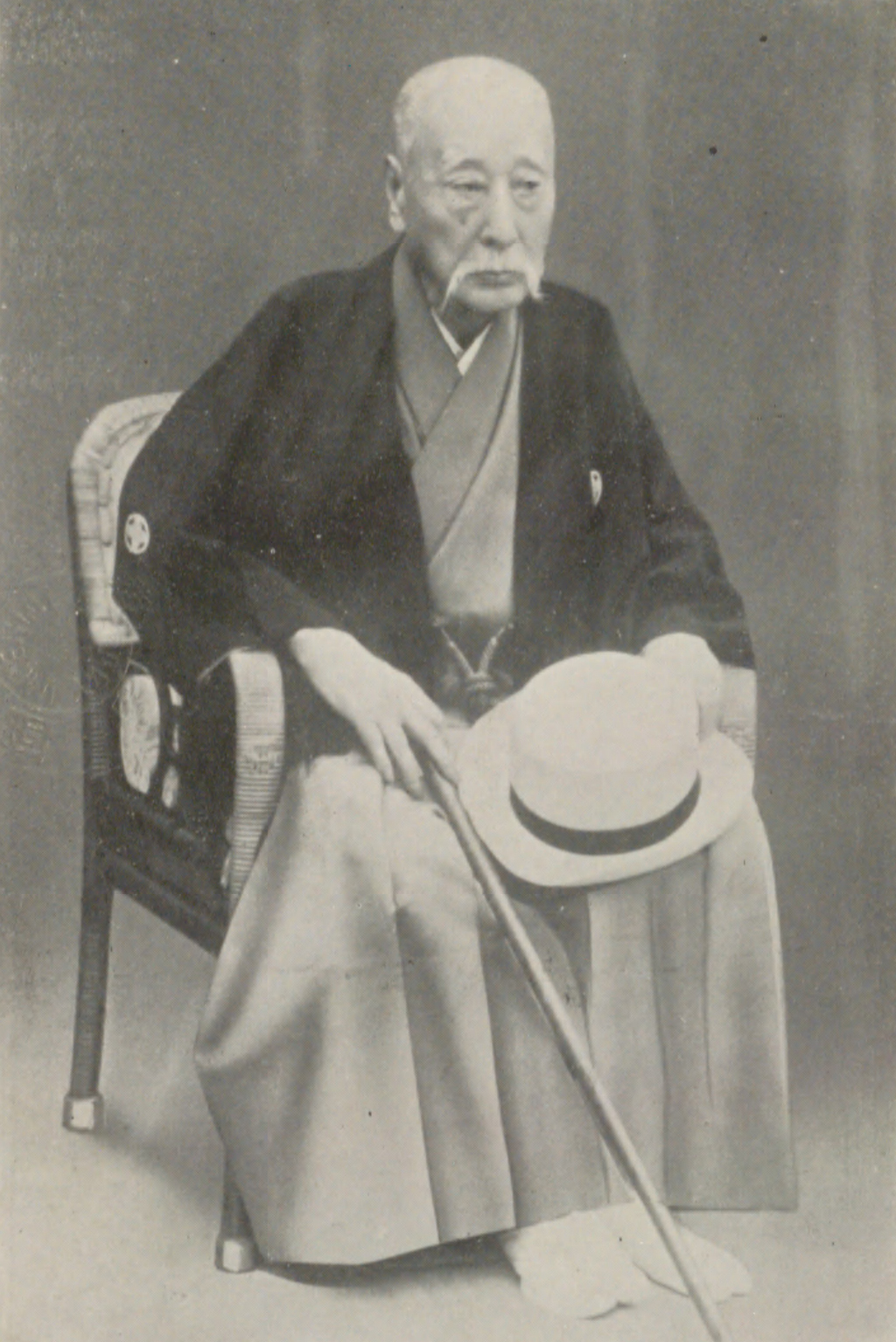
아사노 나가코토

아사노 나가코토(浅野長勲)는 막말의 다이묘이며 메이지 시대 초기의 정치인, 외교관, 기업인, 사회사업가이다. 아키 히로시마 신덴번 제6대 번주, 동국 히로시마번 최후의 번주이다. 훈등작위는 훈1등 후작이다. 신덴번주 시절의 이름은 나가오키(長興)이며 1863년 쇼군 도쿠가와 이에모치에게 임관할 시절에는 그의 편휘를 받아 모치코토(茂勲)로 불렸다.

## 같이 보기
- 슈도 중학교·슈도 고등학교